# الإنسان ذو البعد الواحد
الإنسان ذو البعد الواحد (الإنجليزية: One-Dimensional Man)، هو كتاب صدر عام 1964 من تأليف الفيلسوف والمفكر الأمريكي الألماني هربرت ماركوزه، وفيه يقدم المؤلف نقدًا واسع النطاق لكلٍّ من الرأسمالية المعاصرة والمجتمع الشيوعي للاتحاد السوفيتي، موثقًا الارتفاع المتوازي لأشكالٍ جديدةٍ من القمع الاجتماعي في كلا المُجتَمَعَين، إضافةً إلى انخفاض الميول الثورية في الغرب، ويجادل بأن «المجتمع الصناعي المتقدم» خلق حاجاتٍ زائفة، الأمر الذي دمج الأفراد في النظام الحالي للإنتاج والاستهلاك، باستخدام وسائل الإعلام، والإعلان، والإدارة الصناعية، وأنماط التفكير المعاصرة.
وهذا خلق كونًا أحاديَّ البعد للفكر والسلوك، يضعف فيه كل من الاستعداد والقدرة على التفكير النقدي والمعارضة، وفي مواجهة هذا المناخ السائد، يشجع ماركوزه على «الرفض الكبير» (الذي وصفه باستفاضة في الكتاب) باعتباره المعارضة الوحيدة الكافية لأساليب السيطرة الشاملة، وفي معظم الكتاب، يدافع عن «التفكير السلبي» كقوة مدمرة ضد الوضعية السائدة.
كما يحلل ماركوزه في حشد الطبقة العاملة الصناعية في المجتمع الرأسمالي والأشكال الجديدة من الاستقرار الرأسمالي، الأمر الذي يشكك في المسلمات الماركسية بشأن ثورة البروليتاريا وحتمية الأزمة الرأسمالية، وبعكس الماركسية الأرثوذكسية، ناصر ماركوزه القوى غير الموحدة للأقليات، والدخلاء، والنخبة المثقفة الراديكالية، محاولًا تغذية الفكر والسلوك المعارض من خلال تشجيع التفكير الراديكالي والمعارضة، وهو يعتبر أن الميل نحو البيروقراطية معارضًا للحرية في الدول الماركسية المفترضة كما في الغرب الرأسمالي.
كان «الإنسان ذو البعد الواحد» الكتاب الذي جعل هربرت ماركوزه مشهورًا.

## الملخص
ينتقد ماركوزه النزعة الاستهلاكية بقوة، بحجة أنها شكل من أشكال السيطرة الاجتماعية، ويشير إلى أن النظام الذي نعيش فيه قد يدعي الديمقراطية، لكنه في الواقع سلطوي، إذ يملي فيه بعض الأفراد تصوراتنا عن الحرية بتوفيرهم لخيارات تسمح لنا فقط بشراء الحرية، وفي هذه الحالة من «سلب الحرية»، يتصرف المستهلكون بطريقةٍ غيرَ عقلانيةٍ؛ من خلال العمل أكثر مما هو مطلوب منهم لتلبية احتياجاتهم الأساسية الفعلية، ومن خلال تجاهلهم للآثار النفسية المدمرة، وكذلك الأضرار البيئية الناتجة، وأيضًا من خلال البحث عن الارتباط الاجتماعي بواسطة العناصر المادية.
ولا يتوقف الأمر عند ذلك، بل يزداد لا عقلانية؛ عبر خلق منتجات جديدة تدعو إلى التخلص من المنتجات القديمة، الأمر الذي يغذي الاقتصاد، ويشجع الحاجة إلى العمل أكثر لشراء المزيد، وبذلك يفقد الفرد إنسانيته، ويصبح أداة في آلة التصنيع والاستهلاك، إضافةً لذلك، تحافظ الإعلانات على النزعة الاستهلاكية التي تحطم السلوك الاجتماعي، بإخبار الجماهير العامة أن السعادة قابلة للشراء، وهي فكرة مدمرة نفسيًا.
يوجد بدائل لمواجهة نمط حياة المستهلك، فمناهضة النزعة الاستهلاكية هو أسلوب حياة يقلل من أي استهلاك غير ضروري، وكذلك العمل غير الضروري، والنفايات، وما إلى ذلك. ولكن حتى هذا البديل معقد بسبب التداخل الشديد بين الإعلان والتسليع، فكل شيء عبارة عن سلعة، حتى الاحتياجات الأساسية الفعلية.
وفي خطاب إلى «نيويورك ريفيو أوف بوكس» في عام 1964، أوجز جورج هـ. فروم ووليام ليس وآخرون المواضيع الرئيسية للكتاب على النحو التالي:
1. يؤكد مفهوم «الإنسان ذو البعد الواحد» وجود أبعاد أخرى للوجود البشري بالإضافة إلى وجوده الحالي، وأن هذه الأبعاد جرى إقصاؤها، ويؤكد على أن مجالات الوجود التي كانت تعتبر في السابق خاصة (مثل الجنس)، أصبحت الآن جزءًا من النظام الكلي للسيطرة الاجتماعية على الإنسان من قبل الإنسان، كما يشير إلى إمكانية فرض الشمولية بدون إرهاب.[5]
2. العقلانية التكنولوجية، التي تُفقِر جميع جوانب الحياة المعاصرة، طوّرت القواعد المادية لحرية الإنسان، ولكنها لا تزال تخدم مصالح القمع، يوجد منطق في الهيمنة على التقدم التكنولوجي في ظل الظروف الحالية: ليس التراكم الكمي، وإنما «القفزة» النوعية هو الشيء الضروري لتحويل جهاز التدمير هذا إلى جهاز للحياة.
3. يستمر التحليل على أساس التفكير «السلبي» أو الجدلي، الذي يرى الأشياء الموجودة على أنها «غير ما هي عليه»، كما ينكر الاحتمالات الكامنة فيها، وهو يتطلب «التحرر من التسلط الظالم والأيديولوجي لحقائق معينة».
4. الكتاب متشائم بشكل عام بشأن إمكانيات التغلب على الهيمنة المتزايدة، والحرية المسلوبة للمجتمع التكنولوجي، وهو يركز على قوة المؤسسة الحالية لاحتواء وصد جميع البدائل للوضع الراهن.

## الاستقبال النقدي
كتب المنظر النقدي دوغلاس كيلنر في «هربرت ماركوزه وأزمة الماركسية» أن «الإنسان ذو البعد الواحد» كان أحد أهم الكتب في الستينات، وأحد أكثر الكتب التخريبية (للأنظمة السياسية) في القرن العشرين، وعلى الرغم من أهميته، إلا أنه -بسبب طبيعته التخريبية- تعرض لانتقاداتٍ شديدةٍ من قبل كل من الماركسيين الأرثوذكس، والمنظرين الأكاديميين من مختلف المذاهب السياسية والنظرية، وبغض النظر عن التشاؤم الذي يحمله الكتاب، إلا أنه ترك تأثيرًا لدى الكثيرين من اليسار الجديد، فهو يعبر عن عدم رضاهم المتزايد بكل من المجتمعات الرأسمالية والمجتمعات الشيوعية السوفياتية، الأمر الذي كان متمثلًا باقتباس كلمات والتر بنيامين في نهاية هذا الكتاب: «إنّ الأمل لم يُكتَب لنا إلا بسبب أولئك الذين هم بلا أمل».
يجادل الفيلسوف ستيفن هيكس بأن شعبية الكتاب أظهرت: «ميل قوي نحو اللاعقلانية والعنف بين اليساريين الأصغر سنًا».